# Latton, Wiltshire
Latton är en ort och civil parish i Storbritannien.   Den ligger i grevskapet Wiltshire och riksdelen England, i den södra delen av landet, 120 km väster om huvudstaden London. Latton ligger 85 meter över havet och antalet invånare är 200.
Terrängen runt Latton är platt. Runt Latton är det ganska tätbefolkat, med 160 invånare per kvadratkilometer. Närmaste större samhälle är Swindon, 12,8 km sydost om Latton. Trakten runt Latton består till största delen av jordbruksmark.